# Карп, Александр Поэлевич
Александр Поэ́левич Карп (англ. Alexander Karp; род. 1959, Ленинград, СССР) — профессор математического
образования Teachers College, Columbia University (Колумбийский университет), автор (или со-автор) более 25 книг и около сотни
статей, редактор (или со-редактор) около 20 книг и нескольких специальных выпусков журналов.

## Биография
Александр Поэ́левич Карп родился в Ленинграде (ныне Санкт-Петербург). Его отец  Поэль Карп — поэт, публицист, переводчик, балетовед. Сестра Мария Карп — журналистка, переводчица стихов и прозы с английского и немецкого, исследователь творчества Джорджа Оруэлла.
Александр Карп закончил математический и исторический факультеты Ленинградского Государственного Педагогического Института (ЛГПИ) имени А. И. Герцена (Российский государственный педагогический университет имени А. И. Герцена)  и там же защитил диссертацию по методике преподавания математики. Многие годы преподавал в ленинградской (петербургской) школе № 30 с углубленным изучением математики , а позднее стал работать в Городском Институте усовершенствования учителей (ныне Санкт-Петербургская академия постдипломного педагогического образования). Был председателем городской экзаменационной комиссии по математике. Возглавлял команду на Международной олимпиаде школьников «Балтийский путь». 
С 2001 года является профессором Teachers College Колумбийского университета. Под его руководством защищено более 40 докторских диссертаций по математическому образованию. Директор программы по математике. Был исполнительным редактором «International journal on the history of mathematics education» и председателем группы по истории математического образования на международных конгрессах по математическому образованию. Был членом программных комитетов ряда международных конференций. Со-редактор (с Гертом Шубрингом) серии книг в издательстве Шпрингер по истории математики и ее преподавания. Член исполнительного комитета Гарримановского института (Harriman Institute)  Восточно-Европейских исследований Колумбийского университета.
Научные интересы в основном сосредоточены на истории математического образования, решении задач, обучении одаренных и подготовке учителей математики. Автор (или со-автор) более 25 книг и около сотни статей, редактор (или со-редактор) около 20 книг и нескольких специальных выпусков журналов. Среди его публикаций различные научные издания на русском и английском языках, а также учебники и задачники, используемые в России.

## Избранные труды
- A. Karp (Ed.). Advances In the History Of Mathematics Education (англ.). — Springer, 2022. — ISBN 978–3-030–95.
- A. Karp. Eastern European Mathematics Education in the Decades of Change (International Studies in the History of Mathematics and its Teaching) (англ.). — Springer, 2020 . — ISBN 978-3030387433.
- A.Karp (Ed.). National Subcommissions of ICMI and their Role in the Reform of Mathematics Education (англ.). — Springer, 2019 . — ISBN 978-3030148645.
- F. Furinghetti, A. Karp (Eds.). Researching the History of Mathematics Education (англ.). — Springer, 2018 . — ISBN 978-3030387433.
- A. Karp, J. Viro. Problems in Algebra for Teachers (англ.). — Information Age Publishing, 2018 . — 202 p. — ISBN 978-1641133951.
- A. Karp (Ed.). Current issues in Mathematics Education (англ.). — Bedford, MA.: Information Age Publishing, 2017 . — 2017 p. — ISBN 978-1641133951.
- A. Karp, F. Furinghetti (Eds.). History of Mathematics Teaching and Learning Achievements, Problems, Prospects. (англ.). — Springer, 2016. — ISBN 978-3030387433.
- A. Karp, Wasserman, N. Mathematics in Middle and Secondary School. A problem solving approach. (англ.). — Charlotte, NC: Information Age, 2015. — ISBN 978-3030387433.
- A. Karp. Leaders in Mathematics Education: Experience and Vision. (англ.). — Rotterdam: Sense Publishers, 2014. — ISBN 978-3030387433.
- A. Karp, G. Schubring (Eds.). Handbook on the History of Mathematics Education (англ.). — Springer, 2016. — 643 p. — ISBN 978-1461491545.
- A. Karp, B. R. Vogeli. Russian Mathematics Education: Programs and Practices  (англ.). — World Scientific Publishing Company, 2011. — 516 p. — ISBN 978-9814322706.
- A. Karp, B. R. Vogeli. Russian mathematics education: History and world significance (Series on Mathematics Education) (англ.). — World Scientific Publishing Company; Illustrated edition, 2010. — Vol. 4. — 398 p. — ISBN 978-9814277051.
- Вернер А.Л., Карп, A.П. Математика 10 =  . — Москва: Просвещение, 2019. — ISBN 978-5-09-072093-9.
- Вернер А.Л., Карп, A.П. Математика 11 =  . — Москва: Просвещение, 2019. — ISBN 978-5-090-72094-6.
- Карп, A.П. Сборник задач для 10-11 классов с углубленным изучением математики =  . — Москва: Просвещение, 2006. — 176 с. — ISBN 978-5-09-015501-1.
- Карп, A.П. Задачи по алгебре. Для 8-9 классов с углубленным изучением математики =  . — Москва: Просвещение, 1993. — 320 с. — ISBN 5-233-00089-X.
- Карп, A.П. Задания по математике для организации итогового повторения и проведения аттестации в 11 классе гуманитарного профиля =  . — Москва: Просвещение, 2003. — 176 с. — ISBN 5-09-011288-6.
- Карп, A.П. Даю уроки математики...: Книга для учителя: Из опыта работы. =  . — Москва: Просвещение, 1992. — 191 с. — ISBN 5-09-003445-1.